# Джордж Харкинс

Джордж Вашингтон Харкинс (на английски: George Washington Harkins) (1810 – 23 октомври 1861) е адвокат и виден вожд на племето Чоктау по време на насилственото преселване на индианците.
Избран за главен началник, след като националният съвет свали чичо му по майчина линия Грийнууд ЛеФлор, Харкинс е избран за съдия на окръг Ред Ривър в индийска територия през 1834 г. През 1850 г. той е избран за началник на окръг Апукшунуби (един от трите) на Нацията Чокто и служи до 1857 г.

## Ранен живот и образование
Харкинс е роден в клан Чокто с висок статус чрез майка си, Луиза „Лусони“ ЛеФлор. Баща му е Уилис Харкинс.  Неговият най-възрастен чичо по майчина линия, традиционно най-важният наставник на момченце, е Гринууд ЛеФлор, вождът на чокто. Харкинс се учи и от двете си култури, но се идентифицира преди всичко като Чоктау.
Харкинс е получил образованието си в Сентър Колидж в Данвил, Кентъки. Той получава диплома по право от университета Къмбърланд.

## Брак и семейство
Харкинс се жени за Салина Гарднър и Лили Фолсъм, дъщеря на шефа Дейвид Фолсъм и Рода Нейл. Говори се, че той също се жени за Ларис Нарциси Лефлор и има две деца, но няма доказателства за това.
Той има няколко деца с тях, които оцеляват до зряла възраст: Ричард, Сара, Катрин, Елън, Дейвид Фолсъм „Дейв“ Харкинс (1828 – 1879), Сюзън (р. 1830 –), Корнелия, Хенри Клей Харкинс (1833 – 1886), Лорен (р. 1835 –) и Мери Джейн Харкинс (р. 1837 –)). Всички са принадлежали към клановете на майка си и са придобили статус в племето чрез тях.
Неговият брат Уилис има син, Джордж Уилис Харкинс (1835 – 1890), който е известен като „Ораторът от сурова кожа“. Вижте Лидери и водещи мъже на индианската територия (Чикаго: Американската асоциация на издателите, 1891), страница 254.

## Кариера
През октомври 1830 г. националният съвет ръководи преврат, за да свали Гринууд ЛеФлор като шеф, след като той подписа договора за отстраняване. Той продължи да избира Харкинс, който принадлежи към същия клан и беше племенник на ЛеФлор чрез майка му. В матрилинейната система на Чокто кланът на майката е този, който е най-важен за статуса на човек. За да продължи с премахването на индианците, президентът Андрю Джаксън отказва да признае властта на Харкинс в племето.
След изселването на индианците влиянието на Харкинс в племето нараства. След създаването на нова конституция на чокто през 1834 г. той е избран за съдия на окръг Ред Ривър в индийска територия. Съветът на началниците на индийския окръг го избира за главен началник на окръга (един от тримата в нацията Чоктау), където той служи от 1850 до 1857 г.
Областите представляват дългогодишните географски и политически разделения, които са съществували в племето на югоизток. Постепенно в индианската територия те стават по-малко важни.

## Влияние
Прощалното писмо на Харкинс от 1831 г. до американския народ, осъждащо премахването на чокто, е широко публикувано в американските вестници. Все още се смята за един от най-важните документи за историята на индианците. 
Харкинс пише приблизително:
| „ | С голяма неувереност се опитвам да се обърна към американския народ, знаейки и чувствайки разумно моята некомпетентност; и вярвайки, че вашите силно и добре развити умове няма да се забавляват добре с обръщението на чокто... Бяхме оградени от две злини и ние избрахме това, което смятахме за най-малко законодателната власт на щата беше квалифицирана да създава закони за собствените си граждани, което не ги квалифицираше да станат законодатели на хора, които бяха толкова различни по нрави и обичаи, колкото чокто са на мисисипците, признавайки, че разбират хората те премахват тази планина от предразсъдъци, която някога е пречила на потоците на справедливостта, и пречат на благотворното им влияние да достигне до моите предани сънародници тъй като чокто по-скоро избраха да страдат и да бъдат свободни, отколкото да живеят под унизителното влияние на законите, чиито глас не можеше да бъде чут при тяхното формиране. Колкото и щатът Мисисипи да ни е сгрешил, не мога да намеря в сърцето си друго чувство освен пламенно желание за нейното просперитет и щастие. Бих могъл с радост да се надявам, че тези от друга епоха и поколение може да не почувстват ефекта от тези потиснически мерки, които са ни били толкова нелиберални; и че мирът и щастието могат да бъдат тяхната награда. Сред мрака и ужасите на настоящата раздяла, ние сме ободрени с надежда, че скоро ще достигнем нашата предназначена земя и че нищо друго освен най-долните актове на предателство никога няма да може да ни я изтръгне и че можем живейте свободно. Въпреки че вашите предци са спечелили свобода на полето на опасност и слава, нашите предци са я притежавали като право по рождение и ние трябваше да я купим от вас, както най-подлите роби купуват свободата си. Джордж У. Харкинс, Джордж У. Харкинс към американския народ. | “ |